# Mondial Basket
 (mars 2015).
Si vous disposez d'ouvrages ou d'articles de référence ou si vous connaissez des sites web de qualité traitant du thème abordé ici, merci de compléter l'article en donnant les références utiles à sa vérifiabilité et en les liant à la section « Notes et références ».
Mondial Basket est un ancien magazine français consacré au basket-ball. Il couvrait depuis son origine l'actualité du basket-ball américain et de la NBA. Depuis 2006, Mondial Basket est devenu le magazine officiel de la NBA en France. Il a été rebaptisé « Mondial Basket – Le Mag Officiel de la NBA ». Ce partenariat a représenté la naissance du quatrième magazine officiel NBA en Europe après Revista Oficial NBA en Espagne créé en 2003, Rivista Ufficiale NBA en Italie et NBA Mag en Turquie, également créés en 2006.

## Historique
L'histoire du magazine accompagne de la NBA en France. En mars 1991, Michael Jordan fait la une du premier numéro, enrichi d’un poster grandeur nature de 2,40 m. En avril 1991, pour la première fois, Mondial Basket travaille de nuit avec une transmission des photos numériques. Les images sont reçues le jeudi. Dès le samedi, le magazine est en kiosque. En juin 1991, les finales NBA opposent les deux plus grosses personnalités de la NBA : Michael Jordan, opposé aux Lakers de Magic Johnson, remporte son premier titre National Basketball Association (NBA). Cette finale déclenche un déclic planétaire. Le basket NBA envahit les écrans télé, les boutiques et les pages de Mondial Basket. En octobre 1991, les Lakers sont à Paris pour l’Open McDonald's. Enfin, on peut approcher des mythes vivants tels que Magic Johnson ou James Worthy.
En juin 1992, le commissioner  David Stern annonce l’arrivée du n°1 de la Draft 1992 de la NBA Shaquille O'Neal. Le Shaq avait été présenté dès le n°2 de Mondial Basket. Durant les J.O. de Barcelone, la NBA fait rêver le monde entier. La Dream Team ne sera jamais égalée.
En mai 1993, le CSP Limoges s’installe sur le toit de l’Europe en remportant la coupe des clubs champions. Pour la première fois, Mondial Basket publie un hors-série entièrement consacré aux champions d’Europe. En juin 1993, les Phoenix Suns de Charles Barkley donnent du fil à retordre aux Chicago Bulls en Finales NBA mais Michael Jordan célèbre son premier « threepeat », trois titres consécutifs de champion NBA. Mondial Basket bat des records avec le numéro qui suit. La barre des 100 000 exemplaires vendus est franchie.
La saison suivante, l'événement NBA en France est personnalisé par l'escale de Shaquille O'Neal à Paris dans le cadre d’une tournée mondiale. Le concert street-rap-sketba de Shaq colle parfaitement au phénomène de mode de l’époque.
En avril 1995, un ami de la rédaction travaillant pour le service commercial de l’ambassade de France et résidant à Chicago jette un pavé dans la mare : Michael Jordan aurait repris l’entraînement. Avec le retour de His Airness (Sa Majesté, un des surnoms de Jordan), la NBA retrouve le sourire. Mondial Basket dépêche illico presto un envoyé spécial à Indiana. Les Bulls n’iront pas au bout cette année-là. Partie remise.
En août 1996, la Dream Team III remporte le tournoi de basket des Jeux d'Atlanta. Ces jeux sont marqués par un attentat. Les envoyés spéciaux de Mondial Basket sont là, à quelques centaines de mètres de la bombe. Le renforcement du service d’ordre ne leur facilite pas la tâche.
En février 1997, les 50 Meilleurs joueurs du cinquantenaire de la NBA sont célébrés au cours du NBA All-Star Game 1997. Ces joueurs totalisent 923 791 points, 410 327 rebonds, 49 NBA Most Valuable Player, 107 bagues de champion.
En octobre 1997, un courant d’Air traverse le Palais omnisports de Paris-Bercy (POPB). Huit ans après sa visite quasi-confidentielle à Géo-André, Michael Jordan est de retour à Paris pour le McDonald’s. MJ est reçu comme un chef d'État, avec tous les honneurs dus à son rang. Sans Scottie Pippen ni Dennis Rodman, les Bulls s’imposent en finale contre l’Olympiakos Le Pirée. Michael fait un passage mémorable sur le plateau de « Nulle part ailleurs » de Canal+. Durant ce passage en France, la rédaction de Mondial Basket lui remet une collection de toutes les Unes qui lui ont été consacrées. Il y en a 48 !
En septembre 1998, catastrophe en NBA : l’argent divise patrons et joueurs. Le « Lockout » est décrété pour une durée indéterminée. Mondial Basket est au bord du précipice. Pas de transferts, pas de préparation, pas d'actualité. Le magazine continuera malgré tout, porté par les encouragements de ses lecteurs.
En mars 2000, Mondial Basket fête son numéro 100 en réalisant un cliché présentant les douze starters du NBA All-Star Game 2000, Kobe Bryant, Jason Kidd, Tim Duncan, Kevin Garnett, John Stockton, Karl Malone, Shaquille O'Neal, David Robinson, Rasheed Wallace, Gary Payton, Michael Finley et Chris Webber autour du gâteau d’anniversaire. En voyant le chiffre 100, Payton s'exclame : "C'est pour l'anniversaire de John Stockton !" Tariq Abdul-Wahad est le rédacteur en chef de ce numéro exceptionnel. David Stern adresse ses vœux personnels. L’édito de Fred Lesmayoux commence par ces mots : « Il était une fois 10 ans de basket mondial. Une story qui commence par un bel après-midi du début des années 90, dans l’Ouest parisien. Ce jour-là, on s’entasse dans un minuscule gymnase pour voir un seul homme. Ce mec est un demi-dieu : il s’appelle Michael Jordan ! Il ne jouera qu’une mi-temps. Suffisant. Devant l’engouement, que dis-je, l’émeute suscitée par le personnage, Jean-Jacques Voisin décide tout naturellement de répondre à l’attente de milliers de kids en manque de basket américain. L’idée est née. Ce sera Mondial Basket, un mag qui, en toute modestie, va révolutionner l’histoire de la presse magazine sportive. Poster grandeur nature, ton hyperbranché, tutoiement, interactivité avec les lecteurs, photos méga explosives… En quelques mois, ce magazine atomise tous les records. Beaucoup de boulot (et un peu de chance) plus tard, nous fêtons donc ensemble le 100e numéro de cette grande aventure. ».
En 2006, Mondial Basket devient le magazine officiel de la NBA en France. C’est le quatrième magazine NBA officiel en Europe après « Revista Oficial NBA » en Espagne, « Rivista Ufficiale NBA » en Italie et « NBA Mag »  en Turquie.
En août 2009, après trois ans de partenariat, Mondial Basket cesse d'être le magazine officiel de la NBA en France.
En septembre 2009, il se rapproche du site Internet Basket USA, « www.basketusa.com », afin de bénéficier d'une exposition sur le web.
Le dernier numéro (257) de la revue paraît en décembre 2018.